# 斯瓦利亞瓦區

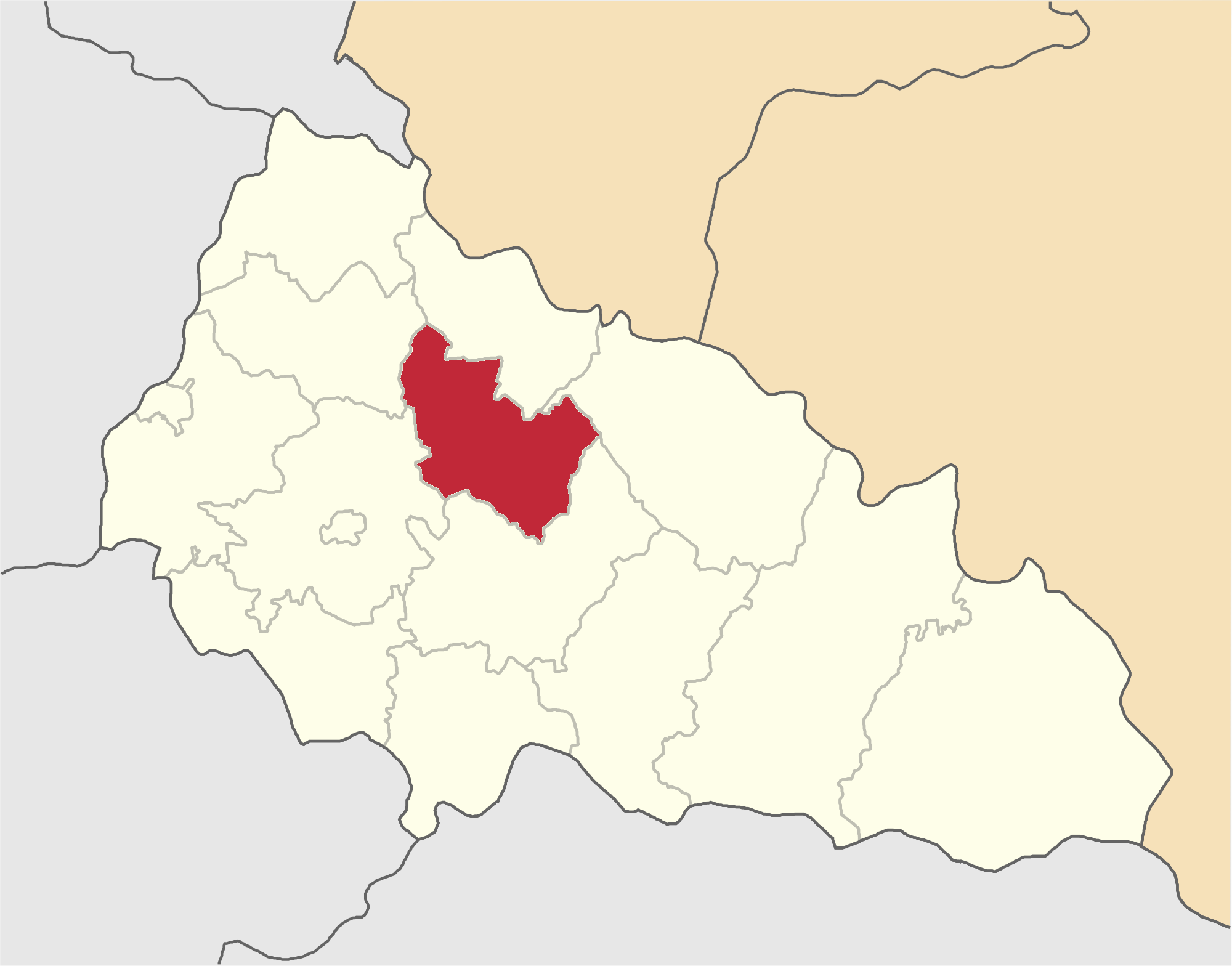
斯瓦利亞瓦區在外喀爾巴阡州的位置

斯瓦利亞瓦區（烏克蘭語：Свалявський район）是烏克蘭西部外喀爾巴阡州的一個被取缔的區，行政中心設於斯瓦利亚瓦，面積673平方公里，2013年人口54,495，人口密度每平方公里81.0人。

## 地理
斯瓦利亞瓦區位于外喀爾巴阡州的西部。它的北边是沃洛韋齊區，东北边是米日希爾亞區，东边和东南边是伊爾沙瓦區，西南是当时的穆卡切沃區，西边是佩列欽區。
拉托里察河流经斯瓦利亞瓦區。

## 历史
1946年1月22日苏联设立斯瓦利亞瓦县，1953年改县为斯瓦利亞瓦區。1962年到1965年间沃洛韋齊區的面积也属于斯瓦利亞瓦區。
2020年7月18日乌克兰施行了行政区划改革，外喀爾巴阡州的区份数量减至6个，斯瓦利亞瓦區大部分被合并至穆卡切沃區，北部的小部分被合并入胡斯特區。

## 行政区划
斯瓦利亞瓦區有一座城市斯瓦利亚瓦和28个村庄。